# Keilor

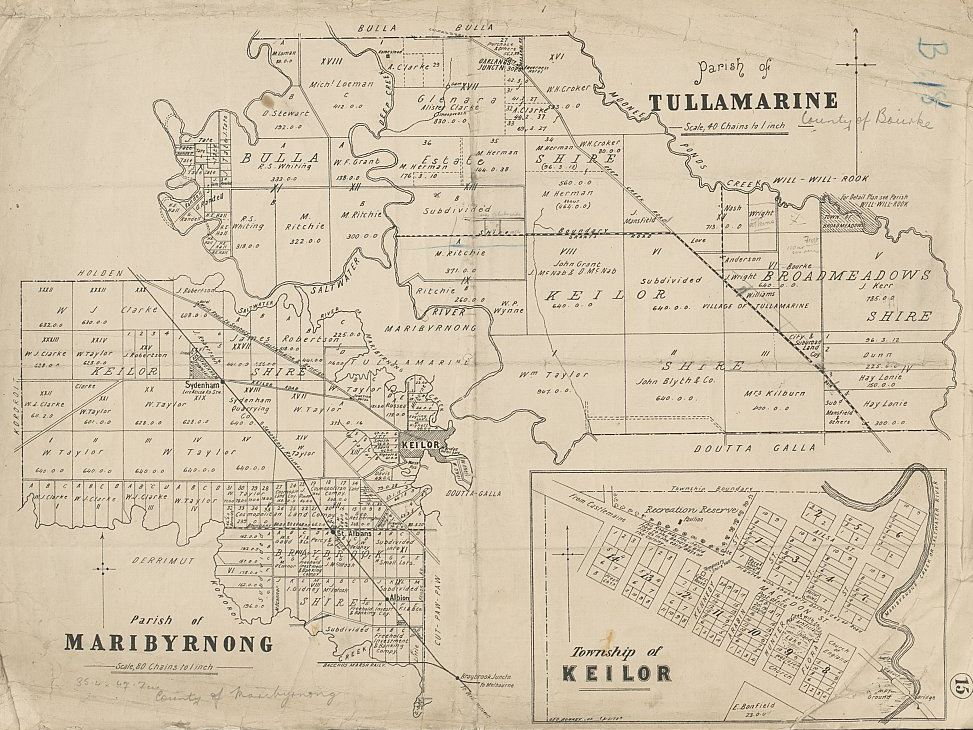
Karte (1892)

Keilor ist ein Stadtteil der australischen Metropole Melbourne. Er befindet sich 18 km nordwestlich der Innenstadt und besteht hauptsächlich aus Wohngebieten. Der größte Teil von Keilor gehört zur LGA City of Brimbank, nur das Gebiet nördlich des Calder Freeway ist Teil der City of Hume. Eine große Fläche nimmt der Brimbank Park ein.

## Geschichte
Der Name des Stadtteils soll von einer Viehzucht oder einem Bach in Schottland abstammen. Während des Victorianischen Goldrauschs schlugen Glücksritter auf dem Weg zu den Goldfeldern in Castlemaine und Ballarat ihr Lager im Gebiet des heutigen Keilor auf. 1868 wurde die Holzbrücke über den Maribyrnong River durch eine Eisenbrücke ersetzt. Bis zum Ende des Zweiten Weltkriegs war das Gebiet von Landwirtschaft geprägt. Danach stieg die Bevölkerungszahl durch die Ansiedlung von Industriebetrieben in den umliegenden Stadtteilen stark an.
Zwei Kilometer nördlich von Keilor, am Zusammenfluss von Maribyrnong River und Dry Creek, wurde 1940 der nach dem Fundort benannte, rund 8000 Jahre alte Keilor-Schädel entdeckt.
Mark Viduka, australischer Fußballnationalspieler, wuchs in Keilor auf.